# Liscio (genere musicale)
Il liscio, originariamente conosciuto come musica da ballo romagnola, è un genere musicale popolare nato in Romagna tra la fine del XIX secolo e i primi decenni del XX secolo, che col passare degli anni si è diffuso in tutta Italia, con prevalenza per l'Italia settentrionale.
Gli elementi caratterizzanti di tale genere sono: l'esecuzione veloce da parte di strumenti solisti quali il clarinetto, il sassofono (prevalentemente nel liscio della Romagna) e la fisarmonica (nel liscio emiliano e piemontese) accompagnati da basso, chitarra e batteria. Le prime formazioni di liscio erano solo strumentali. Secondo Casadei fu il primo ad introdurre la figura di un cantante, sia uomo (1928), che donna (1952).

## Storia

### Le origini: le danze popolari mitteleuropee
Il liscio trae le sue origini da balli e musiche molto diffuse nei salotti borghesi europei dell'inizio del XIX secolo. Questa classe sociale, che era cresciuta notevolmente nel secolo precedente, aveva sviluppato una propria specificità culturale. I tre balli più rappresentativi della classe borghese ottocentesca erano il valzer, la polka e la mazurca. In questo periodo, se il Valzer e la Polka rappresentavano le ultime novità della musica popolare di una classe sociale in ascesa, il revival della Mazurca, ballo folclorico polacco risalente all'inizio del XVI secolo, ne rappresentava il legame con una cultura lontana nel tempo. Questi tre balli, assieme alle quadriglie e ai galop furono in quel periodo espressione diretta delle festosità e del divertimento della borghesia. Solo in seguito alla campagna d'Italia napoleonica si diffuse anche in Italia quell'aria libertaria che permise l'introduzione dei balli di coppia "strusciati", che in breve tempo soppiantarono i più castigati balli "staccati" tipici della cultura folclorica italiana come i saltarelli, le manfrine o i tresconi. Tali manifestazioni venivano spesso criticate dai benpensanti che, come riporta il cronista Michele Placucci, funzionario napoleonico e segretario municipale di Forlì, mal giudicavano la “corruzione dei costumi” che portava le ragazze a ballare non solo con il proprio fidanzato, ma con chiunque le invitasse. I luoghi prediletti per le serate danzanti furono i teatri, che avevano spesso orchestre stabili che eseguivano repertori costituiti da ballabili di stile viennese, riproposizione di brani e riduzioni di famosi brani d'opera.

### Nascita della musica da ballo romagnola
Il liscio, chiamato in origine "musica da ballo romagnola", nacque in Romagna tra la fine del XIX secolo e i primi decenni del XX secolo. Fu intorno agli anni '70 del XIX secolo che la chiusura di molte orchestre stabili di teatri di varie città, anche dovuta al cambio di gusto della classe borghese che iniziava a preferire la nuova musica americana, costrinse i musicisti a portare la loro musica fuori dai luoghi istituzionali, esibendosi così in caffè, sedi di partiti politici e sagre paesane, o in alternativa in luoghi umidi ed uggiosi chiamati "cameròn" e costringendoli a mescolarsi spesso con musicisti amatoriali, da loro definiti "strapazòun". Le musiche precedenti come valzer, polka e mazurca, che venivano eseguite ad un ritmo sempre più veloce,  erano ora affiancate a ballabili di compositori locali e riproposizioni di brani della tradizione folcloristica, incontrando così anche il gusto di un pubblico meno abbiente.
Le nuove orchestre prendevano il nome dal capo-orchestra, fra i quali si ricordano alcuni nomi: Giuseppe Carloni (Cesena), Achille Abbati (Savignano), Camillo Mingozzi (Ravenna) e Carlo Gherardi (Cervia), ma chi lasciò il segno in maniera indelebile fu Carlo Brighi, che con spirito imprenditoriale aprì a Bellaria il capannone Brighi, il primo antecedente di quello che divennero le balere.
Carlo Brighi (detto Zaclén), violinista attivo a Cesena, è considerato il fondatore del Liscio. Ebbe la felice intuizione di «mettere insieme violini, chitarra e contrabbasso al clarinetto in do». La formazione-tipo dell'Orchestra Brighi era costituita da tre violini, un clarinetto in do e un contrabbasso.
Il primo violino eseguiva le parti principali e i virtuosismi. Il secondo violino aveva il compito di raddoppiare la melodia del primo. Il terzo violino svolgeva la funzione di accompagnamento, seguendo la melodia con gli accordi (successivamente questa parte fu assunta dalla chitarra).
Il clarinetto seguiva le note del violino; nelle battute di virtuosismo eseguiva le fioriture, alternandosi con il primo violino. Tra gli indubbi meriti di Brighi, vi fu l'idea di accelerare i tempi tramite il clarinetto in do, che ancora oggi ha un ruolo predominante nel genere.
Anche se alla sua morte, avvenuta nel 1915, erano di gran voga nella riviera romagnola i balli americani della nostra età del jazz come il boston, il cakewalk, il foxtrot, la rumba o lo one step, con l'avvento del fascismo, sul nome di Brighi venne costruito il mito della nascita della musica romagnola come una delle musiche nazionali, nonostante Zaclén fosse stato in vita apertamente socialista ed amico di Andrea Costa. Nonostante la diffusione della musica americana, il valzer resistette anche grazie a musicisti come Emilio Brighi (1873-1954, figlio di Carlo), Carlo Barbieri (1888-1970), Romolo Zanzi (violinista e compositore, Campiano di Ravenna 1885 - Ravenna 1952. Autore di Barcarola, Vecchia conoscenza, Risveglio, Ultimo valzer, Romagna solatìa, Duello e le mazurche), Giacomo Donati detto Bagarèta, e Guerrino Casadei, che fu tra i primi ad incidere un 78 giri (per la Columbia Records).

### L'introduzione della voce

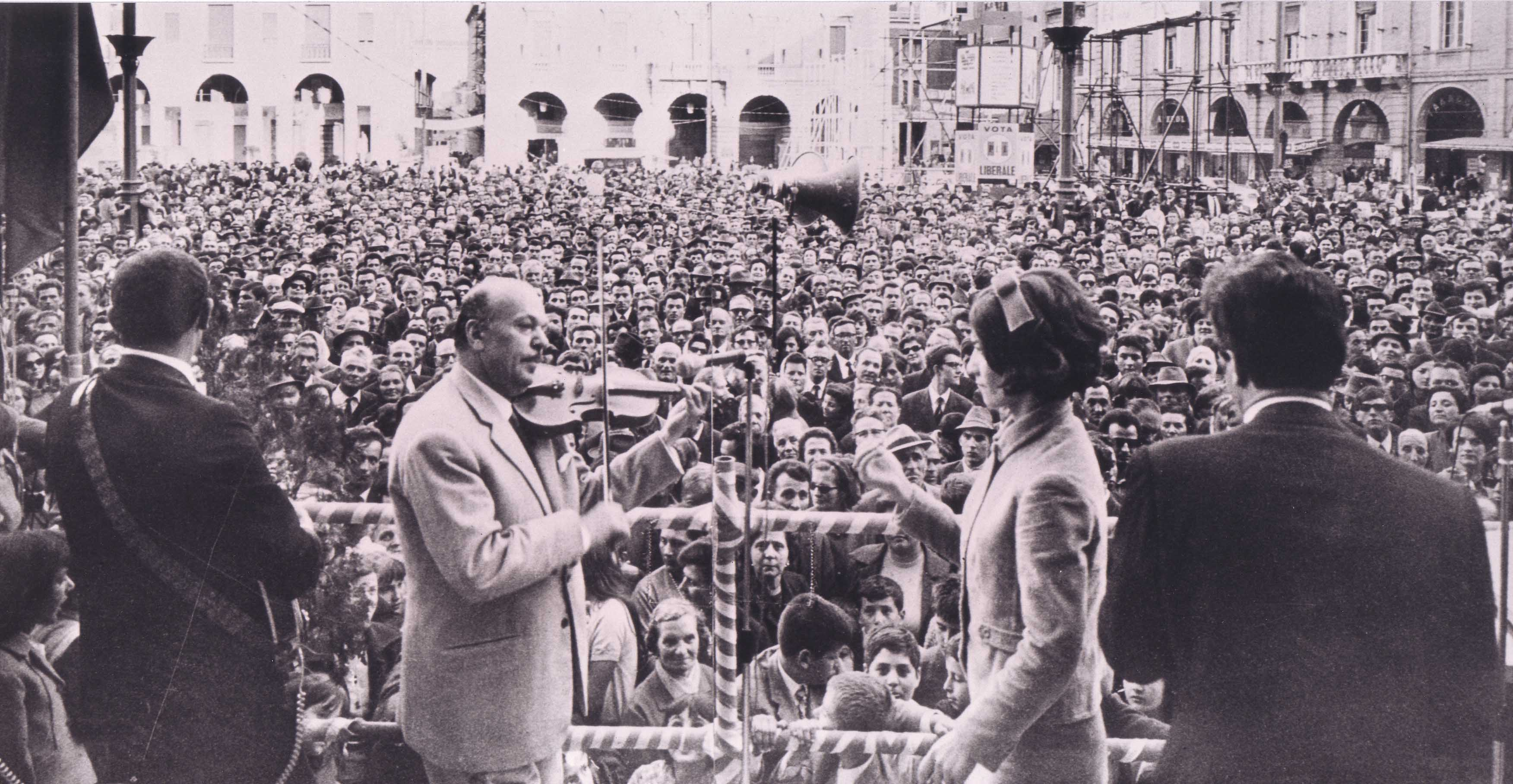
Esibizione dell'Orchestra Casadei alla Festa del Primo maggio (Forlì, 1968)

Nei primi decenni del XX secolo la musica da ballo romagnola subì un'ulteriore evoluzione: apparve il cantante. Il ruolo fu svolto inizialmente dallo strumentista con la voce più gradevole. Successivamente le orchestre si avvalsero di specialisti. Il cantante si ritagliò presto il ruolo di "conduttore" del gruppo. Fino a tutti gli anni Venti, cioè finché il microfono non fu perfezionato, il suono della voce fu amplificato dal megafono. Sempre negli anni Venti, a partire dalla seconda metà del decennio, iniziò ad essere impiegata nelle orchestre di liscio la batteria, strumento di derivazione jazzista che conferì ulteriore brio all'esecuzione.
Il primo autore di musica romagnola ad essere eseguito dalla radio nazionale fu Aldo Rocchi (1908-1982). Nativo di Roversano, frazione di Cesena, formò la prima orchestra nel 1928, all'età di vent'anni, e scese dal palcoscenico solo nel 1962. Fu Rocchi il primo autore di musica romagnola ad essere noto anche al di fuori della Romagna (valzer lento Dimmi perché). Nel 1932 ottenne l'iscrizione alla SIAE; nello stesso anno fu premiato alla Triennale di Milano. Nel 1934 un'orchestra di livello nazionale incise, oltre a Dimmi perché, i suoi tanghi Fiore appassito e Come una falena. L'etichetta Columbia di Milano li apprezzò e decise di lanciarli sul mercato internazionale. Le musiche di Aldo Rocchi furono trasmesse dall'EIAR ed entrarono anche nelle colonne sonore di alcuni film, francesi e italiani (Sette giorni all'altro mondo di Mario Mattoli).

Sempre negli anni trenta, Rocchi iniziò a collaborare con alcuni poeti in lingua romagnola, in particolare Cino Pedrelli. Pedrelli scrisse i testi di La fugarèna, Dove sei tu e, soprattutto, Gaibéra, dedicata al ciclista cesenate Mario Vicini, secondo al Tour de France nel 1937 e nel 1939. Altra collaborazione importante fu con il poeta Walter Galli, che scrisse per lui Sedg èn (Sedici anni) e Pór Filizi! (Povero Filizi).
- Guerrino Casadei (1895-1991), violino
- Franco Rossi, detto “Ferrer” (1910-1986), violino
- Dervis Cappelli (1913-1987), sassofono e clarinetto
- Carlo Baiardi (1915-1997), sassofono
- Roberto Giraldi, detto “Castellina” (1920-2000), fisarmonica
- Vittorio Borghesi (1921-1982), fisarmonica
- Silvano Prati (1921-1992), sassofono
- Delvolto Argelli (1921-2010), clarinetto
- Orfeo Gulmanelli (1923-2009), clarinetto e sassofono
- Ivano Nicolucci (1930-2002), sassofono
- Franco Bergamini, detto “Terremoto” (1933-2009), clarinetto
- Mario Rustignoli, detto “Ruspa” (1935-2017), clarinetto
- Fiorenzo Tassinari (1961), sassofono

Nello stesso anno in cui Aldo Rocchi formava la propria orchestra a Cesena, poco lontano nasceva la prima formazione di Secondo Casadei. Casadei creò quella che si può considerare la formazione tipo del liscio prima maniera, caratterizzata da violino, clarinetto in do e sassofono come solisti e chitarra, basso e batteria come sezione ritmica. La prima formazione dell'Orchestra Casadei era composta da: Secondo Casadei (primo violino), Giovanni Fantini (chitarra, banjo, voce e presentatore), Guido Rossi (clarinetto in do), Elmo Bonoli (secondo violino), Primo Lucchi (sassofono contralto), Olindo Brighi (contrabbasso) e Leo Sirri (batteria).
Casadei fu autore di circa 1000 brani, tra cui il brano liscio forse più famoso nel mondo: Romagna mia da considerarsi un vero e proprio inno della Romagna. Se Brighi fu l'inventore, Secondo Casadei è il principale portavoce del Liscio, tanto da venir chiamato "Lo Strauss della Romagna". Nel 1960 chiamò vicino a sé il nipote Raoul Casadei, che prese il suo posto alla sua scomparsa, nel 1971, portando il genere a un'ancora maggiore diffusione. 
Negli anni del dopoguerra emerse un nuovo stile esecutivo: la tendenza fu di accelerare il ritmo, specialmente nella polka.
Rispetto allo stile di Carlo Brighi, caratterizzato dalle linee melodiche distese, ne soffrì il dialogo tra violino e clarinetto. Il clarinetto e il sassofono (che conobbe di lì a poco un'enorme fortuna), più adatti all'esecuzione virtuosistica di note staccate e spezzate, divennero sempre di più gli strumenti protagonisti. I fiati esclusero progressivamente gli archi, portando a compimento un processo iniziato negli anni 1970, quando gli strumenti a fiato fecero il primo ingresso nelle orchestrine di musica da ballo.
A fine anni sessanta si affermano le figure di Ivano Nicolucci, Franco Bergamini (soprannominato da Secondo Casadei "Terremoto" per il suo modo potente di suonare il clarinetto) e Ivan Novaga (tutti cresciuti nell'orchestra di Secondo Casadei), in seguito fondatori dell'orchestra «La Vera Romagna». Due altri grandi clarinettisti furono Tonino Zoli (Tugnàz), che suonò per anni con Casadei e poi a capo di una sua formazione («Il Folklore di Romagna») e Delvolto Argelli (1921-2010) straordinario clarinettista e compositore (il suo brano più celebre è il valzer L'Artista). Nel 1968 il «Complesso Castellina-Pasi» incide Dai de valzer (di Leo Ceroni e Walter Pergoli), che divenne un grande successo e rimane tuttora uno dei brani folcloristici romagnoli più eseguiti.
Tra le orchestre romagnole ricordiamo:
- (dal 1928) l'Orchestra Casadei
- (dal 1953) l'Orchestra Borghesi – del fisarmonicista Vittorio Borghesi[10]
- (1960 circa) l'Orchestra Castellina-Pasi – Roberto Giraldi (in arte Castellina) e Giovanni Pasi
- (dal 1969) Il Folklore di Romagna
- (1972-1978) La Vera Romagna – di Ivano Nicolucci, Franco Bergamini e Ivan Novaga[11], dal 1978 «Ivano Nicolucci e La Vera Romagna - Nazionale del Liscio»[12].

### Liscio emiliano
Nell'area bolognese si affermò, a partire dalla metà degli anni cinquanta, il liscio alla Filuzzi, di cui Leonildo Marcheselli è considerato il padre, con caratteristiche peculiari sia per la sonorità (utilizzo dell'organino) che per la scenografia di danza (caratteristiche le piroette).
Grande esecutore della Filuzzi è Ruggero Passarini, discepolo di Leonildo Marcheselli. Sempre negli anni cinquanta la presenza femminile fece un salto di qualità: apparvero le prime cantanti soliste.
Il liscio emiliano si basa soprattutto sull'uso della fisarmonica; grandi virtuosi di questo strumento sono i parmigiani (Gigi Stock, al secolo Luigi Stocchi), i reggiani, i bolognesi (fra i quali il ben noto Carlo Venturi). Un esempio di valzer bolognese è Sogno Proibito di Ruggero Passarini. Un altro valzer più recente è Mani di Velluto di Massimo Venturi. Famose orchestre reggiane furono quelle di Learco Gianferrari, Vanni Catellani, Iller Pattacini e Tienno Pattacini,  compositore del famoso valzer variato Battagliero.
Anche Henghel Gualdi, noto clarinettista jazz reggiano-bolognese, nacque artisticamente con il liscio, che non ha mai rinnegato.

### Il periodo d'oro
Negli anni sessanta e settanta si contavano in Romagna più di 400 orchestre da ballo; tra esse primeggiava l'"Orchestra spettacolo Casadei". Oltre a Casadei, un'altra formazione di notevole successo discografico fu l'Orchestra Castellina-Pasi, che arrivò a conquistare tre «dischi d'oro» e superò il traguardo del milione di copie vendute.
Il liscio si espande e si evolve trasformandosi da ballo tradizionale a ballo di coppia da sala o da balera diffuso in tutto il nord Italia, colonna sonora nelle feste di ballo e nelle sagre di paese fino all'arrivo dei balli latinoamericani. In alcuni casi si reinserisce in repertori di danze tradizionali preesistenti, che in qualche modo si adeguano all'arrivo delle novità; nel repertorio dei balli staccati si modifica in liscio montanaro inglobando stile e figure locali, nel repertorio delle danze delle quattro province adeguando lo stile e modificando il passo della polca, trasformandola in polca a saltini.

### Dagli anni ottanta ad oggi
A partire dagli anni ottanta il liscio conosce una fase di recessione con l'affermarsi della disco music. Allo stesso modo anche le orchestre subiscono un rallentamento a causa della musica mixata dal disc-jockey.
Con gli anni novanta il liscio viene accorpato nei programmi musicali delle orchestre insieme ad altri generi da ballo come tango, generi latino-americani (salsa, merengue, samba) e balli di gruppo.  Rimangono molto poche le orchestre da ballo che hanno un repertorio unicamente formato da valzer, polka, mazurca. Una su tutte "La Storia di Romagna", la formazione orchestrale fondata negli anni ottanta da Vincenzo Nonni, grande estimatore della musica di Secondo Casadei.
Dopo il Duemila si assiste alla nascita di molteplici formazioni che hanno come scopo il recupero filologico del liscio "prima maniera". Il liscio diventa così non più musica da ballo ma un genere d'ascolto e per certi versi folkloristico. 
Tra le formazioni ricordiamo: "Piccola Orchestra Zaclèn", "Grande Orchestra della Romagna", "La Galopa", i "Quinzàn", "La Carampana" e "L'Uva Grisa".

## Rassegne
- «Cara Forlì. La Grande Festa del Liscio», piazza Saffi, Forlì. Dal 2021.

## Galleria d'immagini

Il clarinettista Franco Bergamini (1933 - 2009) e il sassofonista Ivano Nicolucci (1930 - 2002), nel 1970, quando suonavano nell'orchestra di Secondo Casadei.
I fondatori dell'Orchestra "La Vera Romagna Italia Folk": Ivano Nicolucci, Ivan Novaga e Franco Bergamini.
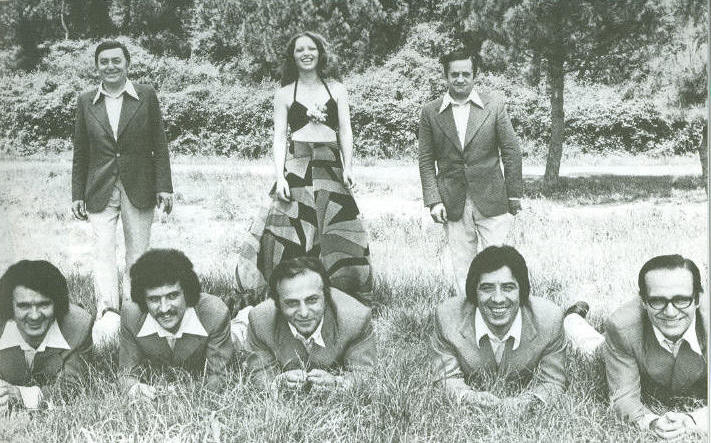
L'Orchestra Castellina-Pasi in una foto degli anni Settanta.

## Cinematografia
- L'uomo che sconfisse il boogie - Le avventure di Secondo Casadei. Un documentario di Davide Cocchi.